# Saint-Michel (Gers)
Saint-Michel (gaskognisch: Sent Miquèu) ist eine französische Gemeinde mit 246 Einwohnern (Stand 1. Januar 2022) im Département Gers in der Region Okzitanien (bis 2015 Midi-Pyrénées); sie gehört zum Arrondissement Mirande und zum Gemeindeverband Astarac Arros en Gascogne. Die Bewohner nennen sich Saint-Michelais/Saint-Michelaises.

## Geografie
Saint-Michel liegt rund zehn Kilometer südlich von Mirande und 28 Kilometer südwestlich von Auch im Süden des Départements Gers. Die Gemeinde besteht aus Weilern, zahlreichen Streusiedlungen und Einzelgehöften. Die Baïsole mündet auf Gemeindegebiet in die Baïse. Die Baïse bildet streckenweise die Gemeindegrenze. Nachbargemeinden sind Ponsampère und Berdoues im Norden, Belloc-Saint-Clamens im Nordosten, Moncassin und Saint-Élix-Theux im Osten, Sauviac im Südosten, Montaut im Süden, Sainte-Dode im Süden und Südwesten sowie Bazugues im Nordwesten.

## Geschichte
Ursprüngliche Herren waren die Seigneurs de Taran. Später lagen Saint-Jaymes, Saint-Michel und Saragailloles in der Herrschaft Mirande innerhalb der Grafschaft Astarac in der historischen Landschaft Gascogne und teilten deren Schicksal. Alle drei Gemeinden gehörten von 1793 bis 1801 zum District Mirande. Seit 1801 sind alle drei ursprünglichen Gemeinden dem Arrondissement Mirande zugeteilt und Saint-Jaymes und Saint-Michel gehörten von 1793 bis 2015 zum Wahlkreis (Kanton) Mirande. Sarragailloles gehörte von 1793 bis 1830 zum Kanton Miélan. Die Gemeinde besteht in der heutigen Form erst seit 1830. Bereits 1822 vereinigten sich die Gemeinden Saint-Jaymes (1821: 174 Einwohner) und Saint-Michel (1821: 592 Einwohner) und 1830 kam dann noch die bisherige Gemeinde Saragailloles (1821: 133 Einwohner) hinzu.

## Bevölkerungsentwicklung
| Jahr                       | 1962 | 1968 | 1975 | 1982 | 1990 | 1999 | 2006 | 2011 | 2020 |
| Einwohner                  | 395  | 373  | 353  | 316  | 276  | 241  | 260  | 266  | 244  |
| Quellen: Cassini und INSEE |      |      |      |      |      |      |      |      |      |

## Sehenswürdigkeiten
- Kirche Saint-Michel in Saint-Michel
- Kapelle Saint-Jaymes in Saint-Jaymes
- Marienstatuen in Saint-Jaymes und Saint-Michel
- sechs Wegkreuze
- Denkmal für die Gefallenen[3]

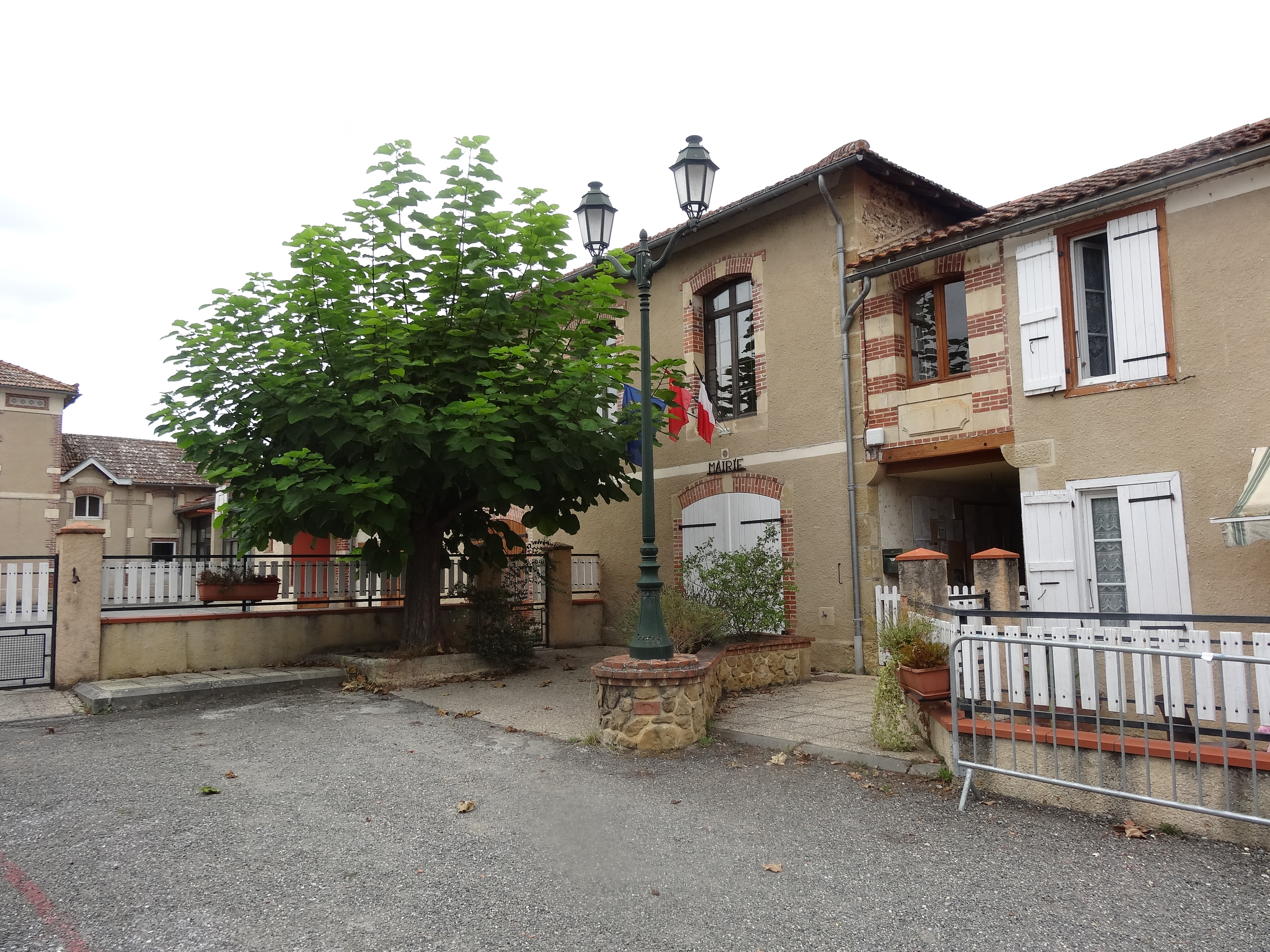
Rathaus (Mairie) der Gemeinde
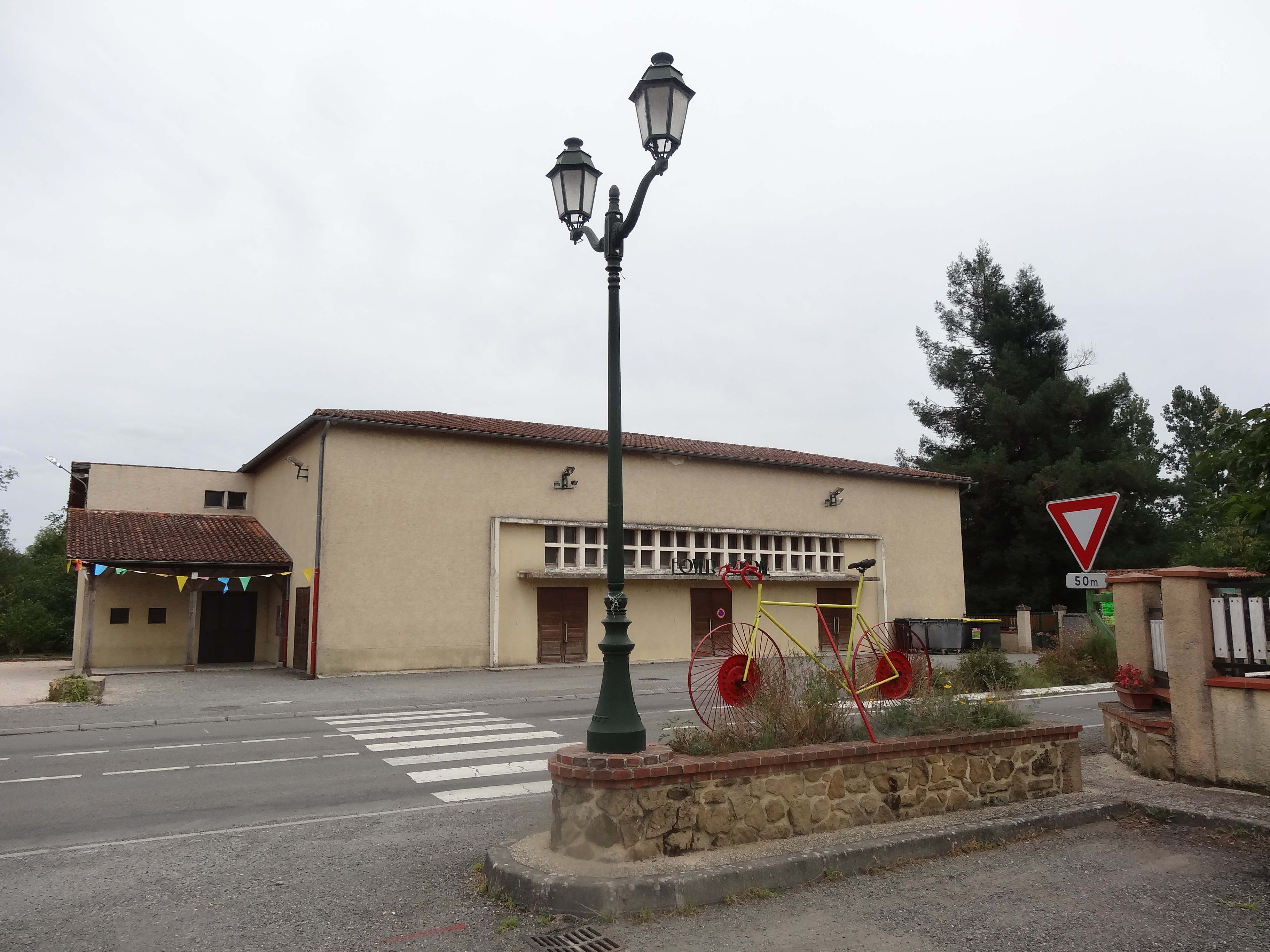
Gemeindesaal
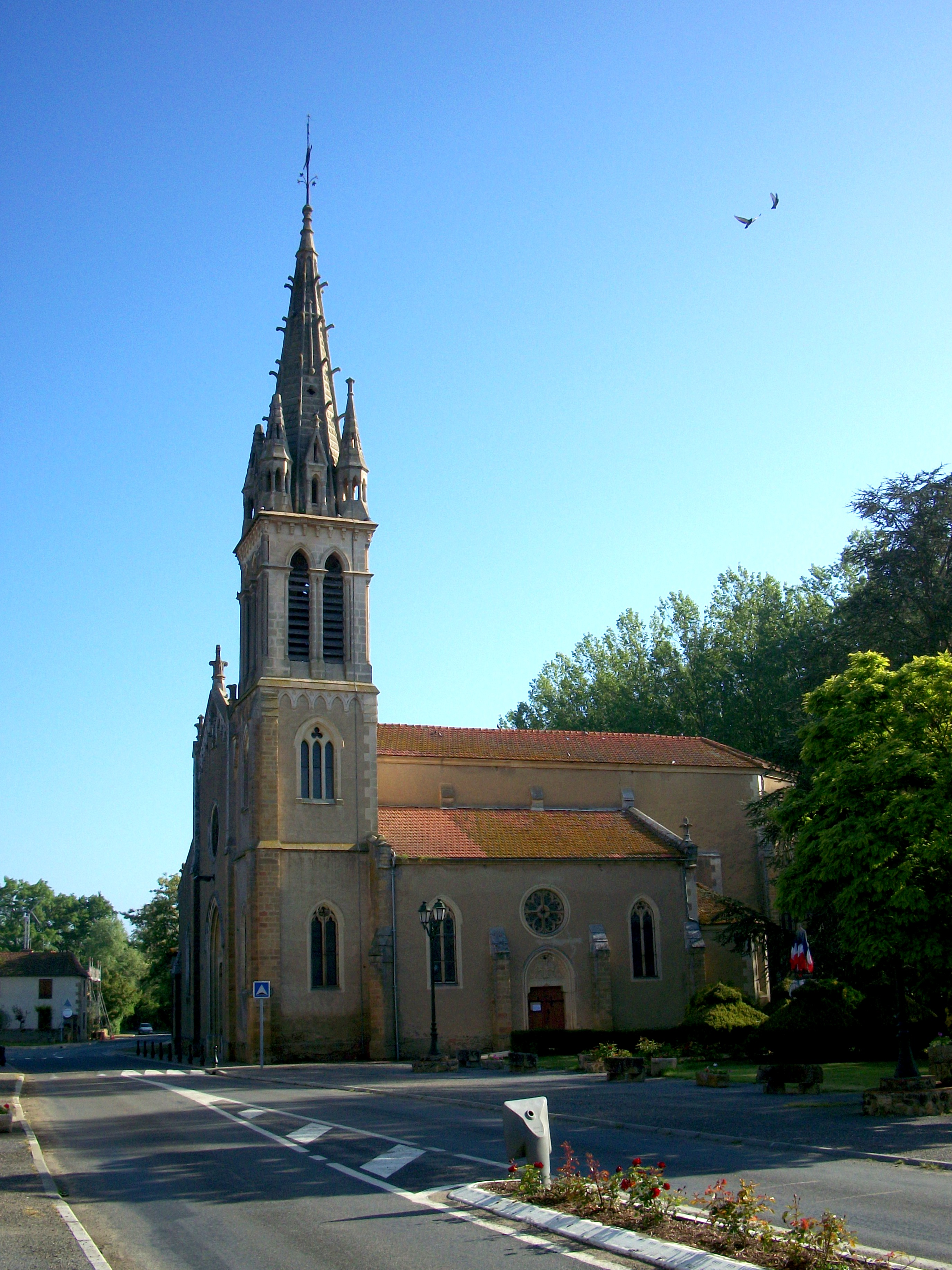
Kirche Saint-Michel
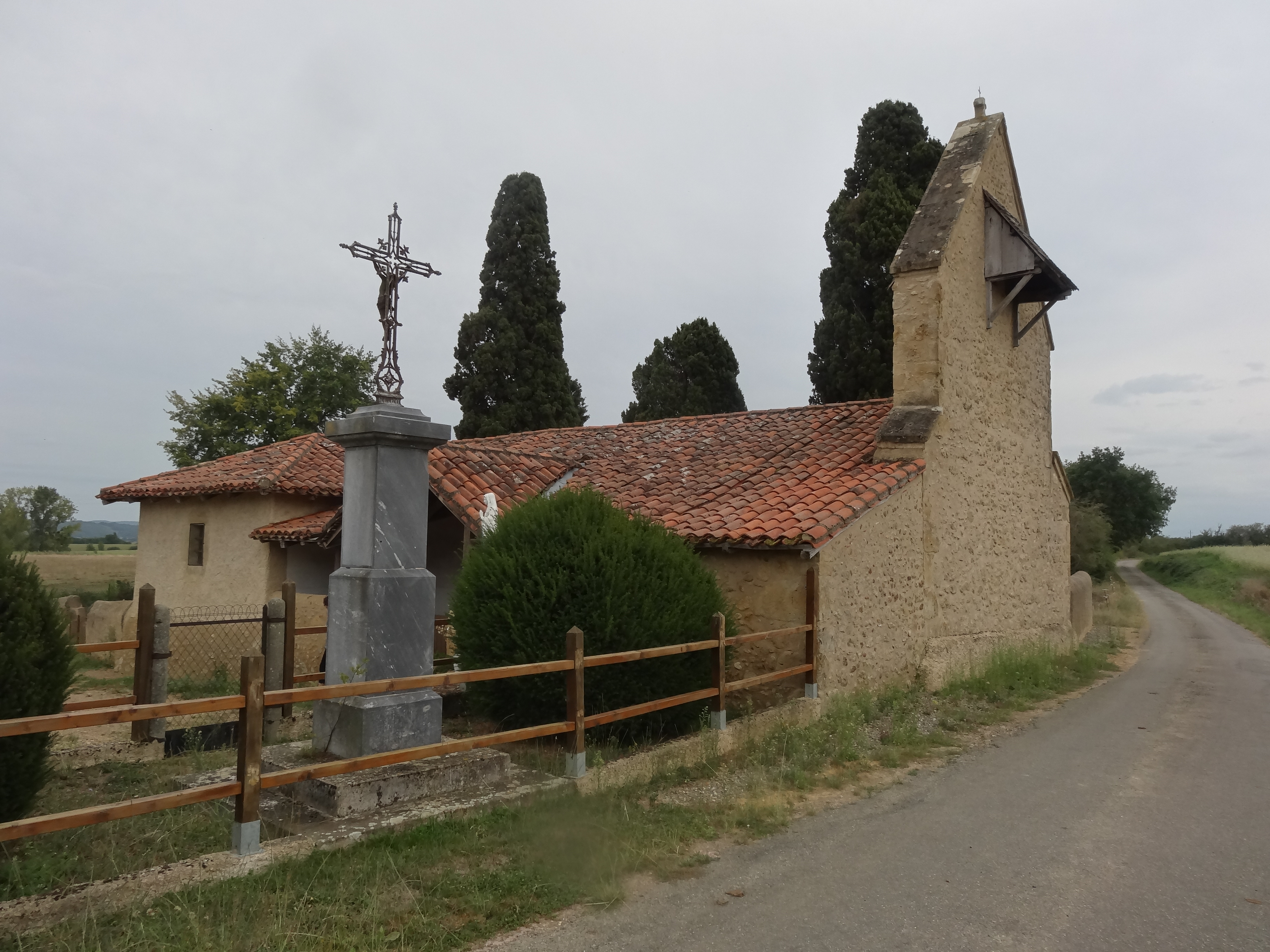
Kapelle Saint-Jaymes
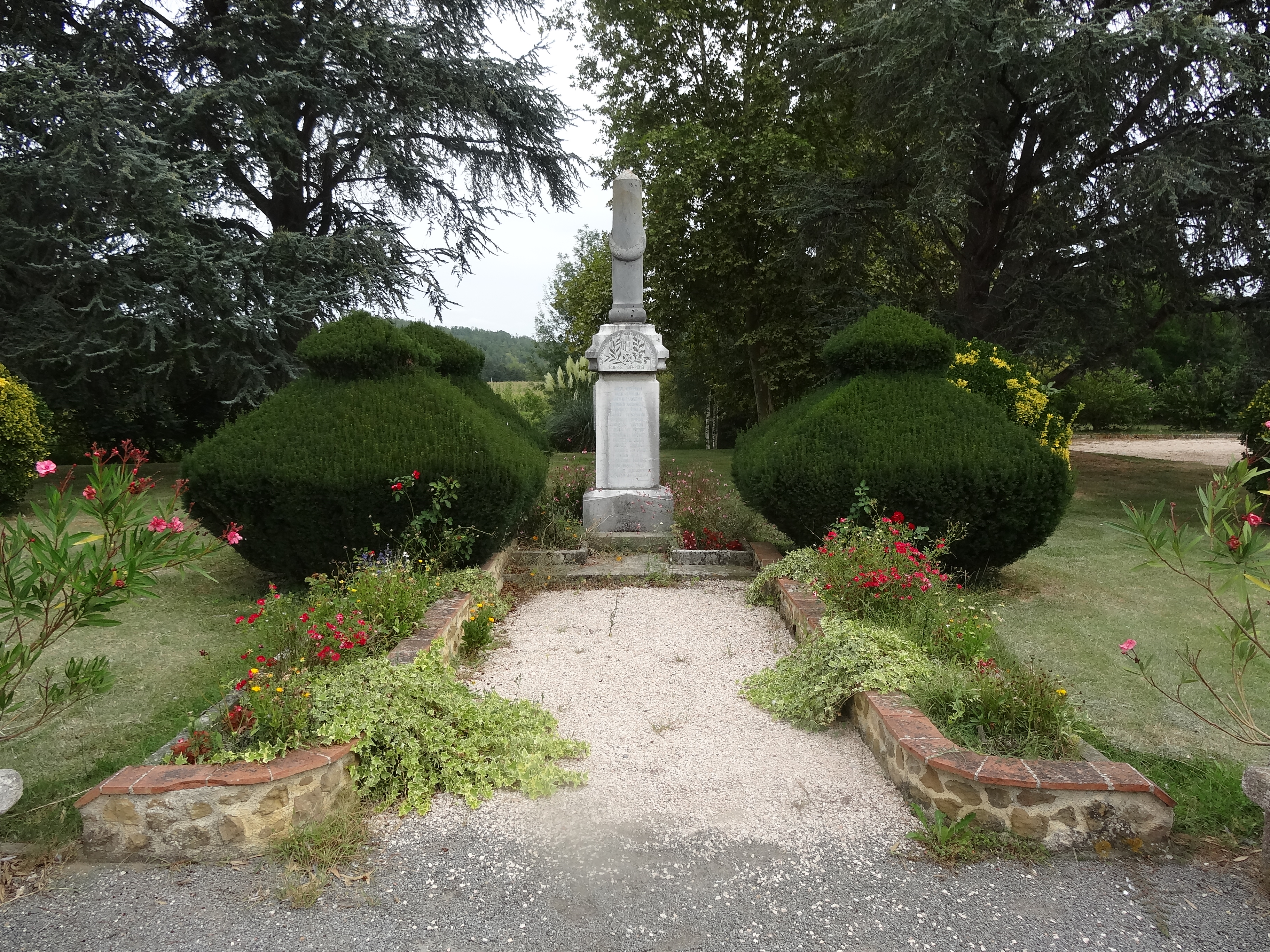
Denkmal für die Gefallenen
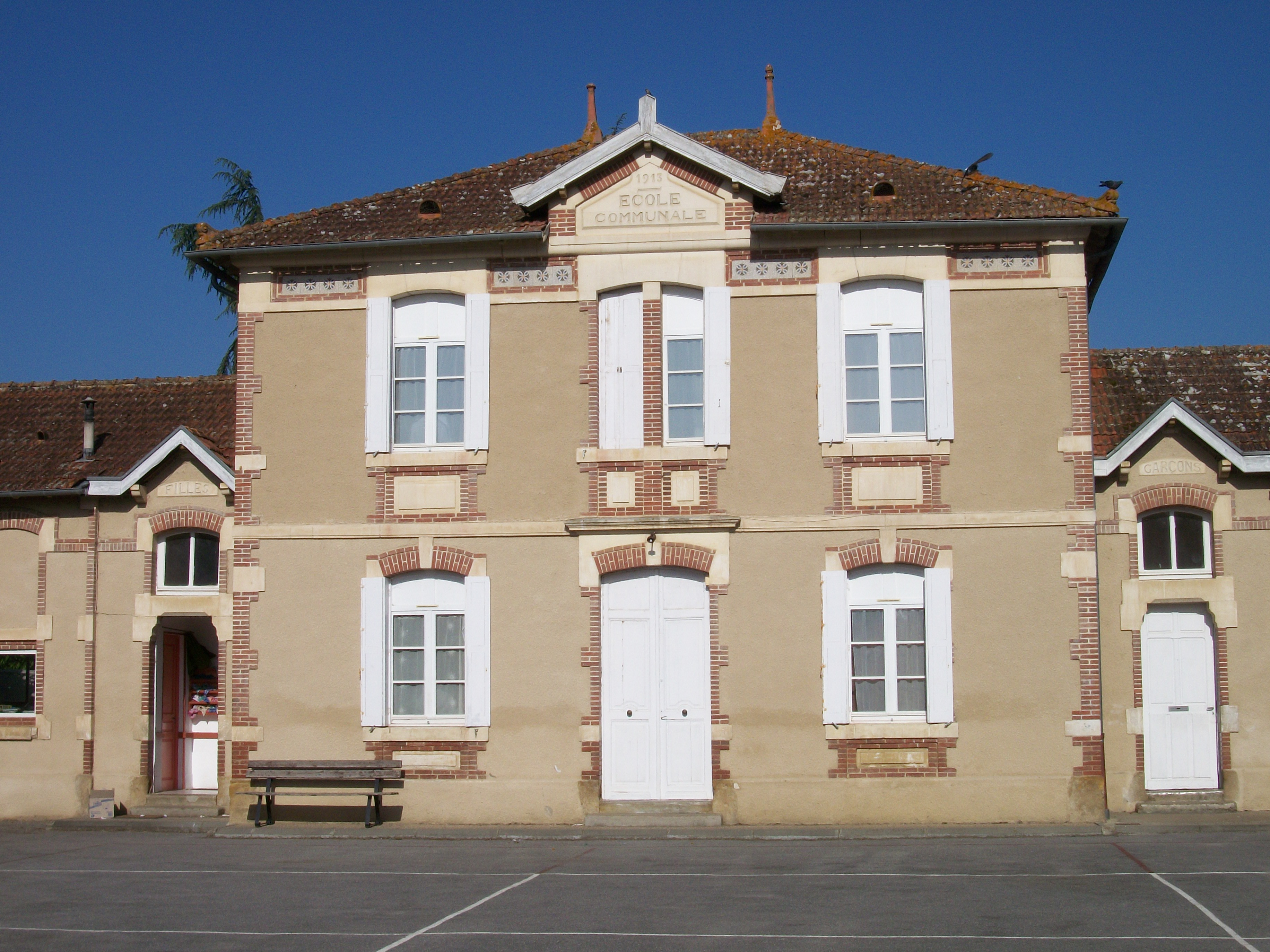
Schule

## Verkehr
Die wichtigste regionale Verbindung ist die D979. Weitere wichtige Verkehrswege sind die D127, D211 und D237.